# Apache OpenOffice Writer
Apache OpenOffice Writer is een tekstverwerker die sterk lijkt op Word 2003 en ongeveer dezelfde functies bezit. Daarnaast kan het programma documenten opslaan in het pdf-formaat zonder dat daarvoor extra software geïnstalleerd moet worden. Het programma kan ook functioneren als een HTML-editor, waarbij het wysiwyg-principe wordt toegepast. Dit wil zeggen dat de tekst op het scherm op dezelfde manier wordt weergegeven als bij een afdruk op papier. Dit zorgt ervoor dat het programma geschikt is voor eenvoudige alledaagse tekstverwerkingstaken.
Writer is een onderdeel van het pakket Apache OpenOffice dat ook Calc, Base, Impress, Draw en Math bevat. Het programma draait op een groot aantal besturingssystemen waaronder Windows, Mac OS X, Linux en Solaris.

## Functies
Het programma bevat tal van geavanceerde functies:
- Autocorrectie verbetert veel voorkomende typefouten automatisch. Tijdens het typen wordt de spelling van de woorden vergeleken met die van het ingebouwde woordenboek.
- Autoaanvullen geeft suggesties bij het typen van een woord om het woord te vervolledigen.
- Grafieken, tabellen, formules en figuren kunnen in een document worden ingevoegd.
- Met behulp van templates (sjablonen) kunnen makkelijk standaarddocumenten worden aangemaakt.
- Via wizards kunnen ingewikkelde taken eenvoudig worden uitgevoerd.
- De uitgebreide ondersteuning voor opmaakprofielen maakt Writer ook geschikt voor het aanmaken van grote documenten.
- Door Writer te koppelen aan je bestaande e-mailsoftware kan je rechtstreeks in het programma documenten verzenden.
- Writer maakt standaard gebruik van het OpenDocument-formaat. Elk programma dat dit formaat ondersteunt kan bestanden gecreëerd met Writer openen en bewerken. Daarnaast is Writer ook compatibel met het Microsoft Word-formaat (docx, pptx, xlsx).